# Incertae sedis

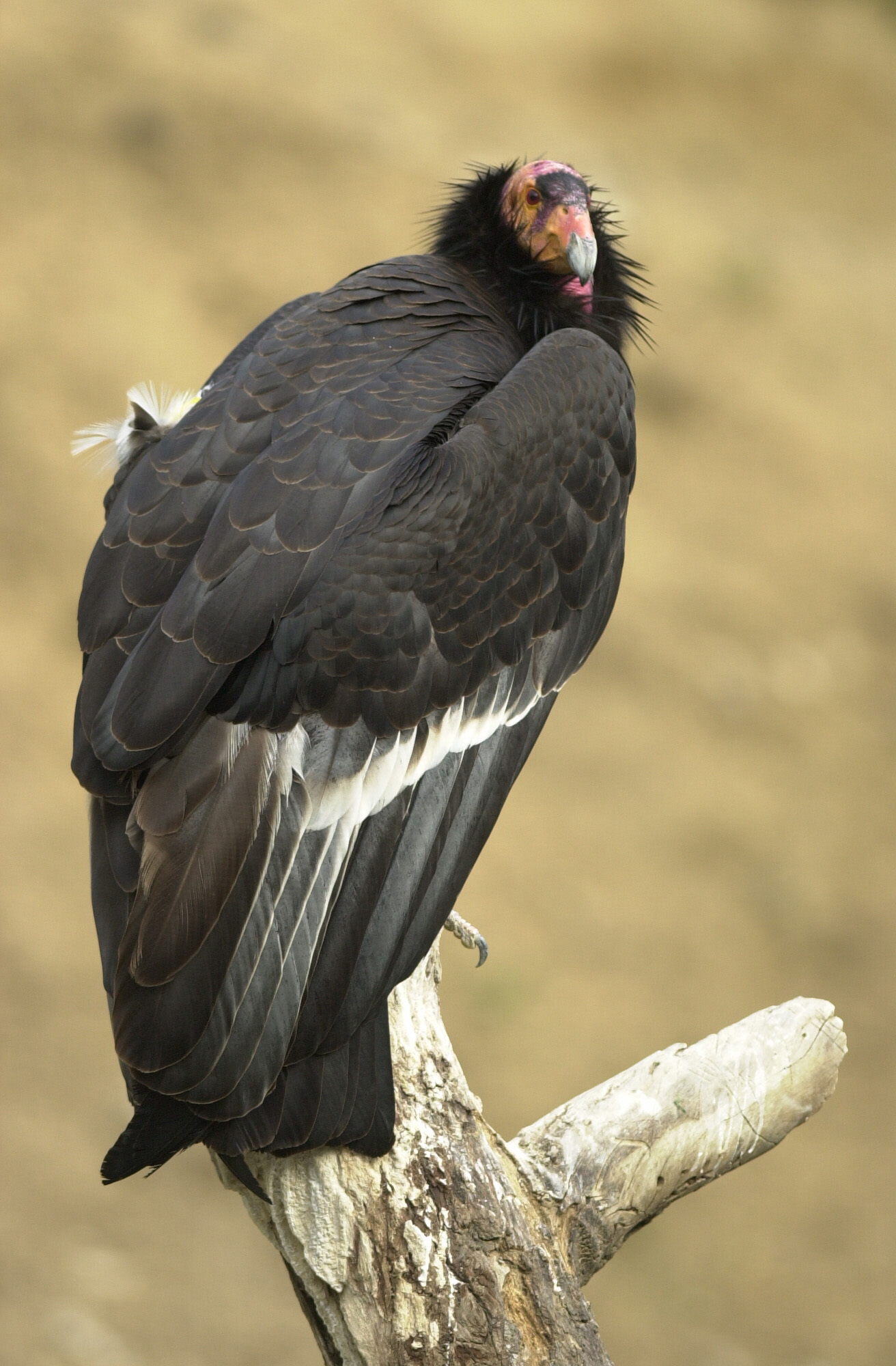
Os abutres do Novo Mundo, como o condor-da-califórnia, foram colocados incertae sedis dentro da classe Aves até o reconhecimento da nova ordem Cathartiformes.

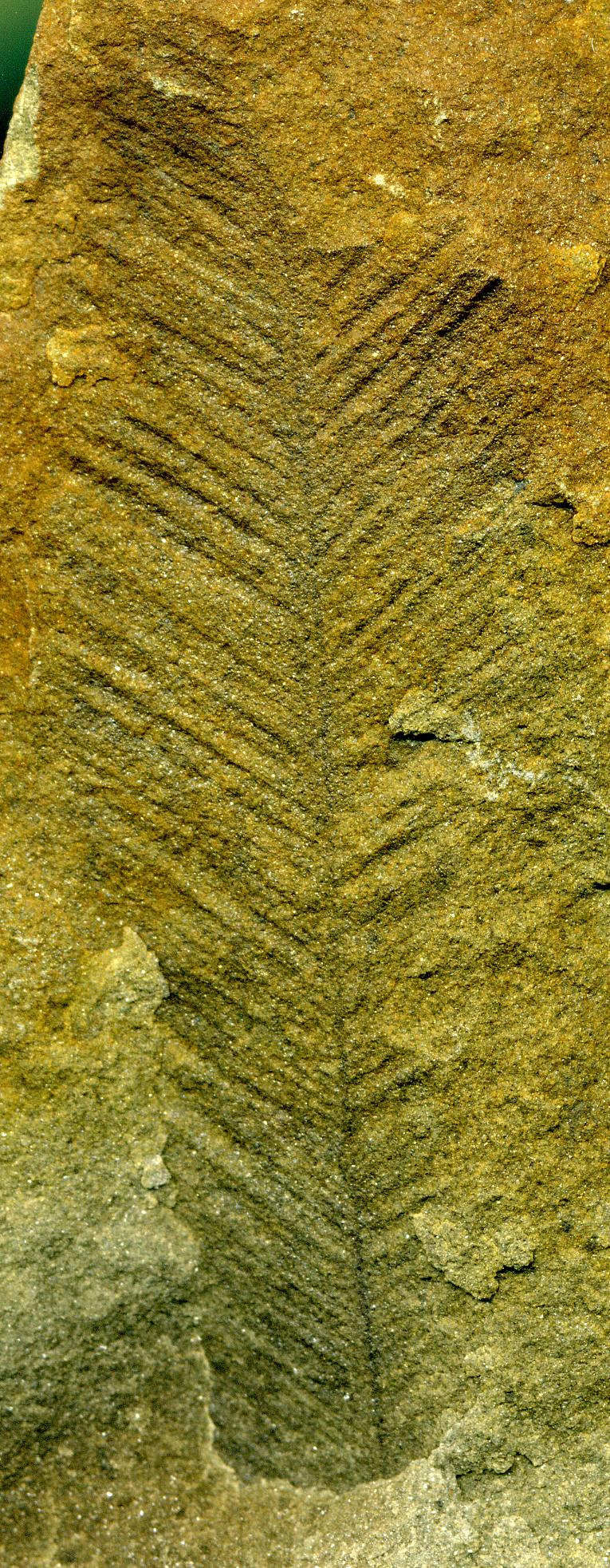
Plumalina plumaria Hall, 1858 (6.3 cm tall), Devoniano Superior do oeste do estado de Nova Iorque, Estados Unidos. Os trabalhadores geralmente atribuem esse organismo aos hidrozoários (filo Cnidaria, classe Hydrozoa) ou aos gorgonários (filo Cnidaria, classe Anthozoa, ordem Gorgonaria), mas provavelmente é mais seguro referir-se a ele como incertae sedis.

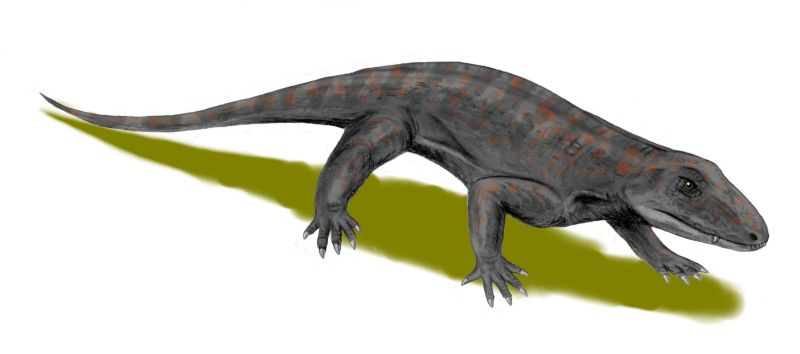
Os varanópides, uma misteriosa família de tetrápodes, tiveram relações controversas com muitos outros tetrápodes terrestres. Os paleontólogos os atribuíram principalmente no passado como sinapsídeos eupelicosaurios. Outros os colocaram como neodiapsidas basais. Um compromisso é colocá-los como Amniota incertae sedis

Incertae sedis (em português:  "de classificação incerta") ou problematica é um termo usado para um grupo taxonômico onde suas relações mais amplas são desconhecidas ou indefinidas. Alternativamente, tais grupos são frequentemente referidos como "táxons enigmáticos". No sistema de nomenclatura aberta, a incerteza em níveis taxonômicos específicos é indicada por incertae familiae (de família incerta), incerti subordinis (de subordem incerta), incerti ordinis (de ordem incerta) e termos semelhantes.

## Exemplos
- A planta fóssil Paradinandra suecica não pôde ser atribuída a nenhuma família, mas foi colocada incertae sedis dentro da ordem Ericales quando descrita em 2001.[6]
- O fóssil Gluteus minimus, descrito em 1975, não pôde ser atribuído a nenhum filo animal conhecido.[7] O gênero é, portanto, incertae sedis dentro do reino Animalia.
- Embora não estivesse claro a que ordem os abutres do Novo Mundo (família Cathartidae) deveriam ser atribuídos, eles foram colocados em Aves incertae sedis.[8] Posteriormente, concordou-se em colocá-los em uma ordem separada, Cathartiformes.[9]
- Motacilla bocagii, anteriormente conhecido como Amaurocichla bocagii, é uma espécie de passeriforme que pertence à superfamília Passeroidea. Como não estava claro a qual família ele pertence, foi classificado como Passeroidea incertae sedis, até que um estudo filogenético de 2015 o colocou em Motacilla de Motacillidae.[10][11]
- Parakaryon myojinensis, um organismo unicelular aparentemente distinto de procariotos e eucariotos.[12]
- Laomaki yunnanensis, primata adapiforme que viveu durante o início do Oligoceno na Ásia, descrito pela primeira vez em 2016.[13]